# El Džem
El Džem (arabsko قصر الجمّ [El Jem], latinsko Thisdrvs) je mesto v tunizijskem governoratu Mahdia, v katerem je nekaj najbolj impresivnih ostankov rimskih zgradb v Afriki.
Leta 2004 je imel El Džem 18.302 prebivalca.

## Zgodovina
Mesto je bilo zgrajeno, tako kot skoraj vsa rimska mesta v Tuniziji, na nekdanjem punskem naselju. V rimskem obdobju je bilo podnebje v sedanji Tuniziji manj sušno kot je sedaj, zato je bil Thisdrus, predvsem v 2. stoletju, pomembno središče pridelave oljčnega olja za izvoz. Kasneje je bil tudi sedež krščanskega škofa, ki ga še vedno zaseda rimskokatoliški naslovni škof. 
Ko je bil v zgodnjem 3. stoletju v mestu zgrajen amfiteater, je Thisdrus tekmoval s Hadrumetom, sedanjo Suso, kot drugo največje rimsko mesto v Severni Afriki za Kartagino. Po neuspelem uporu proti cesarju Maksiminu Tračanu leta 238 in samomoru cesarja Gordijana I. v njegovi vili blizu Kartagine, so rimski vojaki, lojalni Maksiminu Tračanu, mesto porušili in si nikoli več ni povsem opomoglo.
V amfiteatru je britanska skupina Monty Python leta 1979 posnela nekaj prizorov filma Bryanovo življenje. Kasneje so v njem snemali tudi film Gladiator, ki je leta 2000 prejel pet oskarjev.

## Pomembne zgradbe

### Amfiteater
El Džem je znan po svojem amfiteatru, v katerem je bilo 35.000 sedežev. Večja sta bila samo Flavijski amfiteater v Rimu, ki je imel približno 50.000 sedežev, in amfiteater v Kapui, ki je porušen. Gradili so ga v času prokonzula Gordijana, katerega so leta 238 proglasili za rimskega cesarja. Uporabljali so ga predvsem za gladiatorske predstave in dirke konjskih vpreg, sedaj pa je priljubljeno turistično mesto, čeprav je del amfiteatra porušen. Možno je tudi, da gradnja nikoli ni bila končana.
Do 17. stoletja je ostal skoraj nedotaknjen, potem pa so ga začeli uporabljati kot kamnolom za gradnjo bližnje vasi El Džem. Del gradiva so uporabili tudi za gradnjo Velike mošeje v Kairouanu. V bojih domačinov z osmanskimi Turki so Turki nanj streljali s topovi, da bi iz njega pregnali upornike.
Ruševine amfiteatra so bile leta 1979 razglašene za del svetovne kulturne dediščine.

### Druge zgradbe
Po puščavskim peskom so se ohranile tudi rimska tržnica in prefinjene predmestne vile z nekaj talnimi mozaiki. Arheološka izkopavanja so bila bolj redka. 

## Druga svetovna vojna
Med drugo svetovno vojno je bilo pri El Džemu veliko vojaško letališče, ki ga je najprej uporabljala nemška Luftwaffe.  Letališče so večkrat bombardirali Američani in ga kasneje tudi sami uporabljali kot letališče. Od njega se ni ohranilo skoraj nič, ker so zemljo ponovno začeli obdelovati. 

## Vir
- Hédi Slim (2007), El Jem, l'antique Thysdrus, Édition Alif, Tunis.